# Diocèse de Foz do Iguaçu
Le diocèse de Foz do Iguaçu (en latin, Dioecesis Iguassuensis) est une circonscription ecclésiastique de l'Église catholique au Brésil.
Son siège se situe dans la ville de Foz do Iguaçu, dans l'État du Paraná. Créé en 1978, il est suffragant de l'archidiocèse de Cascavel et s'étend sur 6 822 km2.
Depuis 2019, son évêque est Mgr Sérgio de Deus Borges.